# Carlo Capone
Carlo Capone (né le 12 avril 1957 à Gassino Torinese, près de Turin), est un ancien pilote de rallye italien.

## Biographie
Sa carrière débuta en 1978.
Carlo Capone a concouru en championnat d'Europe des rallyes essentiellement de 1983 à 1984.
Ses copilotes étaient Luigi Pirollo en 1983, et Sergio Cresto en 1984.
Il cessa la compétition en 1985.

## Palmarès
- Champion d'Europe des rallyes, en 1984 sur Lancia Rally 037;
- 2e du trophée Fiat A112 en 1978.

### 6 victoires en championnat d'Europe
- 1983: rallye della Lana;
- 1984: Boucles de Spa;
- 1984: rallye Costa Blanca d'Espagne;
- 1984: rallye Zlatni Piassatzi Albena Sliven de Bulgarie;
- 1984: rallye Halkidiki de Grèce;
- 1984: rallye d'Antibes;
  - 2e de la Targa Florio 1983;
  - 2e du rallye Costa Smeralda 1984;
  - 3e des 24 heures d'Ypres 1984.

### Victoire nationale
- 1980: rallye della lanterna.